# 羅恩·吉伯特
羅恩·吉伯特（英語：Ron Gilbert，1964年1月1日—）是美國的男性電子遊戲設計師、監製人。
個人主要製作的遊戲類型以冒險遊戲為主，其代表性的遊戲作品有《瘋狂大樓》、《猴島小英雄》系列的《猴島的秘密》、《猴島小英雄2：老查克的復仇》等，另曾設計出遊戲用開發引擎「SCUMM」。而吉伯特在冒險遊戲領域的貢獻，曾分別被論壇網站GameSpot及電子遊戲雜誌《電腦遊戲世界》評為電子遊戲界裡最具影響力的15位人物之一。

## 生平

### 青年期
羅恩·吉伯特出生於俄勒岡州的拉格蘭德，父親大衛·吉伯特（David E. Gilbert）曾在東奧勒岡大學擔任物理系教授及該校校長。
在13歲時父親購買了由德州儀器推出的TI-59可程氏計算機，因該計算機上付有簡易的益智遊戲而開始讓羅恩·吉伯特對電子遊戲產生興趣，而當年在美國上映的電影《星際大戰》也對吉伯特產生不少衝擊。因吉伯特有構思故事的喜好，之後曾與朋友湯姆·麥克法蘭（Tom McFarlane）以8釐米攝影機拍攝了一些影片。而吉伯特首次自導自拍的影片《星際衝擊者》（Stars Blasters）則是在14歲那年完成。
之後15歲時；吉伯特獲得一台由北星電腦發售的NorthStar Horizon8位元個人電腦，而吉伯特除了遊玩該年代風行的遊戲《爆破彗星》、《太空侵略者》外，並嘗試以程式編寫、模仿出他所玩過的遊戲。另當時介紹《Atari 2600》新遊戲的電玩雜誌也是吉伯特練習開發遊戲的靈感來源，吉伯特會在閱讀雜誌時想像新發售遊戲裡頭可能會出現的內容、之後再將腦海裡所想出的東西編寫成遊戲，拿去給朋友試玩以獲取意見。

### 大學時期
就讀大學後，吉伯特與兒時玩伴湯姆·麥克法蘭一同在Commodore 64電腦上編寫程式。當時他們以Commodore BASIC為基礎、開發出一套名為「Graphics BASIC」的程式語言。之後吉伯特將Graphics BASIC賣給位於舊金山灣區的HESware個人電腦公司；並且得到在HESware工作機會。
吉伯特在HESware就職時主要負責開發在Commodore 64平台上執行的電子遊戲，不過在吉伯特還沒有機會發表作品時、HESware便因破產而結束營運。離開HESware後的吉伯特則加入了盧卡斯影業旗下電子遊戲公司LucasArts。

### LucasArts時期
在進入LucasArts裡吉伯特負責設計用於Atari 800主機平台的遊戲。之後在1985年吉伯特獲得開發自己所構思遊戲的機會，當時他與蓋瑞·溫尼克合作，設計了一款描述一棟在郊外大房裡、住著一名瘋狂科學家與其它奇異生物的冒險遊戲《瘋狂大樓》。而吉伯特當時為了開發《瘋狂大樓》，特別製作了一套專用的遊戲開發引擎「SCUMM」（Script Creation Utility for Maniac Mansion、瘋狂大樓專用程式腳本創建開發工具），該遊戲引擎也被往後數年LucasArts發行的冒險遊戲所採用。
在《瘋狂大樓》推出後，吉伯特則與提姆·謝弗及戴夫·葛羅斯曼等人，設計出以海盜為題材的冒險遊戲系列《猴島小英雄》，此期間共發表了第一代作品《猴島的秘密》與二代《猴島小英雄2：老查克的復仇》。

### 離任LucasArts
1992年吉伯特選擇離開LucasArts，與先前同事雪萊·戴依成立名為Humongous Entertainment的遊戲公司。該公司推出的一些作品如《噗噗車系列》，都有沿用先前吉伯特設計的SCUMM遊戲引擎來開發。之後在1995年吉伯特另成立Cavedog Entertainment作為Humongous Entertainment的姊妹公司，而Cavedog Entertainment主要是製作非低年齡層的電子遊戲產品。在Cavedog Entertainment期間吉伯特製作了《橫掃千軍》，以及構思一份稱為《善與惡》（Good & Evil）的遊戲，但因Cavedog Entertainment在1999年結束營運，讓《善與惡》成了胎死腹中的作品。
之後在2005年吉伯特開始經營個人的部落格「GrumpyGamer」，分享有關遊戲產業方面的文章。而2007年則在網路遊戲《魔獸世界》上，組了一個名叫「崔普伍德」（Threepwood，《猴島小英雄》系列主角蓋伯拉許·崔普伍德的姓氏）之公會。後續2008年吉伯特進入Hothead Games參與開發角色扮演遊戲《戴斯班克》，當時雖忙於處理《戴斯班克》事務，但吉伯特仍抽空接下協助Telltale Games遊戲公司構思《猴島小英雄》第五系列作品《猴島傳說》內容。
2010年9月，之前在LucasArts與吉伯特共事的老同事提姆‧謝弗邀請他一同前往Double Fine Productions來製作遊戲《魔窟冒險》。隨後2012年吉伯特得知華特迪士尼公司將LucasArts給買下，代表先前他在LucasArts創造的《瘋狂大樓》、以及《猴島小英雄》系列相關作品權利也將歸迪士尼所有，而吉伯特雖對此一事感到洩氣，仍持續聯絡迪士尼希望個人能保有開發《猴島小英雄》系列及其它作品的權力。
在完成《魔窟冒險》後的2013年，吉伯特便立即離開了Double Fine Productions公司。而吉伯特表示著他當時前往Double Fine Productions便是純粹為了開發《魔窟冒險》這一款遊戲，此期間他與提姆‧謝弗也很享受開發此作品的過程。後續吉伯特則將重心放在iOS作業系統上的遊戲製作。
2014年11月期間則有消息傳出吉伯特將和之前在LucasArts合作的蓋瑞·溫尼克攜手，計畫於2016年推出一款模仿《瘋狂大樓》風格的冒險遊戲《銀蓮公園》。此遊戲之後是在2017年3月正式推出。
到了2022年4月，吉伯特宣佈了他的個人工作室Terrible Toybox要與遊戲發行商Devolver Digital、以及盧卡斯影業遊戲一同開發《猴島小英雄》新續作《重返猴島》的消息，並預計在2022年期間推出。

## 電子遊戲作品

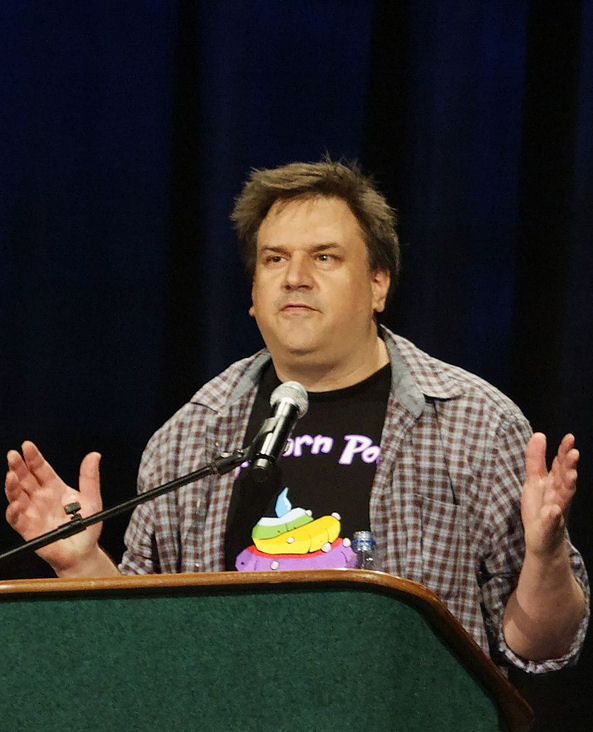
2009年在西雅圖參加PAX電子遊戲展的羅恩·吉伯特

- 瘋狂大樓（1987年）：遊戲總監、劇本、設計師
- 異形大進擊（1988年）：劇本
- 聖戰奇兵（1989年）：劇本
- 猴島的秘密（1990年）：遊戲總監、劇本
- 猴島小英雄2：老查克的復仇（1991年）：劇本、設計師
- 瘋狂時代（1993年）：角色設定、合作設計師
- 橫掃千軍（1997年）：監製
- 彭尼街道冒險（2008年）
- 猴島傳說（2009年）：角色處理
- 戴斯班克（2010年）：設計
- 大大城堡（2012年）：設計
- 魔窟冒險（2012年）：遊戲總監
- 狡猾海盜（2013年）
- 銀蓮公園（2016年）：劇本、設計、程式
- 重返猴島（2022年）：設計

## 外部連結
- 羅恩·吉伯特的部落格「GrumpyGamer」 （页面存档备份，存于）
- 羅恩·吉伯特的X（前Twitter）